# Eduarda Amorim
Pour les articles homonymes, voir Amorim.
Eduarda Idalina Amorim, née le 23 septembre 1986 à Blumenau, est une handballeuse brésilienne évoluant au poste d'arrière gauche. Elle est championne du monde 2013 et a été élue meilleure joueuse de la compétition. Elle est sacrée meilleure joueuse du monde 2014.
En club, elle a notamment évolué pendant plus de 11 saisons au Győri ETO KC avec lequel elle a remporté la Ligue des champions à cinq reprises.

## Palmarès

### En club
- vainqueur de la Ligue des champions en 2013, 2014, 2017, 2018 et 2019 (avec Győri ETO KC)
- finaliste de la Ligue des champions en 2009, 2012 et 2016 (avec Győri ETO KC)

compétitions nationales
- championne de Macédoine du Nord en 2006, 2007, 2008 et 2009 (avec HC Kometal Gjorče Petrov Skopje)
- vainqueur de la coupe de Macédoine du Nord en 2006, 2007, 2008 et 2009 (avec HC Kometal Gjorče Petrov Skopje)
- championne de Hongrie en 2010, 2011, 2012, 2013, 2014 et 2016, 2017, 2018 et 2019 (avec Győri ETO KC)
- vainqueur de la coupe de Hongrie en 2009, 2010, 2011, 2012, 2013, 2014, 2015, 2016, 2017, 2018 et 2019 (avec Győri ETO KC)

### En sélection
Jeux olympiques
- 9e place aux Jeux olympiques de 2008 de Pékin
- 6e place aux Jeux olympiques de 2012 de Londres
- 6e place aux Jeux olympiques de 2016 de Rio de Janeiro

championnats du monde
- 5e place du championnat du monde 2011[4]
- vainqueur du championnat du monde 2013[5]
- 10e place du championnat du monde 2015

Jeux panaméricains
- médaille d'or aux Jeux panaméricains 2007 de Rio de Janeiro
- médaille d'or aux Jeux panaméricains 2011 de Guadalajara

Championnats panaméricains
- vainqueur du championnat panaméricain 2007
- finaliste du championnat panaméricain 2009
- vainqueur du championnat panaméricain 2011
- vainqueur du championnat panaméricain 2017

### Distinctions individuelles
- Élue meilleure joueuse du monde 2014 [6]
- Élue meilleure joueuse[2] du championnat du monde 2013
- élue meilleure arrière gauche de la Ligue des champions en 2014
- élue meilleure joueuse en défense de la Ligue des champions en 2016, 2017 et 2019[7]
- élue meilleure arrière gauche du championnat du monde junior en 2005